# TJ Spartak Sedlec
TJ Spartak Sedlec (celým názvem: Tělovýchovná jednota Spartak Sedlec z.s.) je český sportovní klub, který sídlí ve Starém Plzenci v Plzeňském kraji. Oddíl ledního hokeje byl založen v roce 1913. Od sezóny 2018/19 působí v Plzeňské krajské soutěži – sk. B, šesté české nejvyšší soutěži ledního hokeje. Mimo mužský oddíl ledního hokeje má sportovní klub i jiné oddíly, mj. oddíl rychlostní kanoistiky a tenisu. Oddíl kanoistiky se pravidelně účastní Českého poháru, založen byl v roce 1955. Oddíl tenisu byl založen v roce 1985. Pořádá místní tenisovou soutěž.
Své domácí zápasy odehrával v Třemošné na tamějším zimním stadionu s kapacitou 150 diváků.

## Přehled ligové účasti
Stručný přehled
Zdroj: 
- 2010–2011: Plzeňská krajská soutěž – sk. B (6. ligová úroveň v České republice)
- 2011–2016: Plzeňská krajská soutěž – sk. C (7. ligová úroveň v České republice)
- 2016–2017: Plzeňská krajská soutěž – sk. B (6. ligová úroveň v České republice)
- 2017–2018: bez soutěže
- 2018– : Plzeňská krajská soutěž – sk. B (6. ligová úroveň v České republice)

Jednotlivé ročníky
Zdroj: 
Legenda: ZČ - základní část, červené podbarvení - sestup, zelené podbarvení - postup, fialové podbarvení - reorganizace, změna skupiny či soutěže
| Česko (2010 – )                                |                                 |           |           |                                       |                      |
| Sezóny                                         | Soutěž                          | Úroveň    | ZČ        | Play-off, nadstavba, sk. o udržení... | Poznámky             |
| 2010/11                                        | Plzeňská krajská soutěž – sk. B | 6. úroveň | 11. místo |                                       | Sestup               |
| 2011/12                                        | Plzeňská krajská soutěž – sk. C | 7. úroveň | 4. místo  | Zápas o 3. místo (neodehráno)         |                      |
| 2012/13                                        | Plzeňská krajská soutěž – sk. C | 7. úroveň | 4. místo  | Čtvrtfinále                           |                      |
| 2013/14                                        | Plzeňská krajská soutěž – sk. C | 7. úroveň | 4. místo  | Finále                                |                      |
| 2014/15                                        | Plzeňská krajská soutěž – sk. C | 7. úroveň | 6. místo  | Čtvrtfinále                           |                      |
| 2015/16                                        | Plzeňská krajská soutěž – sk. C | 7. úroveň | 2. místo  | Finálová skupina (1. místo)           | Postup               |
| 2016/17                                        | Plzeňská krajská soutěž – sk. B | 6. úroveň | 12. místo |                                       | Odhlášení ze soutěže |
| Družstvo mužů bylo v sezóně 2017/18 neaktivní. |                                 |           |           |                                       |                      |
| 2018/19                                        | Plzeňská krajská soutěž – sk. B | 6. úroveň |           |                                       |                      |